# Roberto García Moritán (político)
Roberto García Moritán (Nueva York, 18 de enero de 1975) es un empresario gastronómico  argentino y político de la Ciudad Autónoma de Buenos Aires, que entre diciembre de 2023 y octubre de 2024 se desempeñó como Ministro de Desarrollo Económico de la Ciudad Autónoma de Buenos Aires, bajo la gestión de Jorge Macri y anteriormente se desempeñó como legislador porteño durante casi dos años.

## Biografía

### Inicios
Nació en Estados Unidos en 1975. Es hijo del diplomático argentino homónimo quien fue secretario de Relaciones Exteriores de Argentina durante los gobiernos de Néstor y Cristina Kirchner, y de María Lucila Fernández Llanos Nazar Anchorena, descendiente de la tradicional familia Anchorena. Es sobrino del también diplomático, Martín García Moritán, que durante el gobierno de Mauricio Macri fue Embajador de Argentina ante las Naciones Unidas.
Cuando tenía seis años se mudó con su familia a Suiza. A los doce años volvió a Buenos Aires e hizo la secundaria en un colegio bilingüe. Al recibirse estudió Economía en la Universidad del Salvador (USAL), posee dos restaurantes en la ciudad de Buenos Aires, La mar y Tanta.

### Matrimonio con Milagros Brito
Estuvo casado con Milagros Brito, miembro de la familia Brito, hija del fallecido Jorge Horacio Brito y hermana del presidente de River Plate, Jorge Pablo Brito. Con ella tuvo dos hijos, Santino y Delfina. El matrimonio se separó y su divorcio se sentenció en 2006.

### Matrimonio con Pampita
Luego de la separación de Pampita con Benjamín Vicuña, le pidió a una amiga en común que le presentase a Pampita ahora que estaba soltera. Luego de seguirse mutuamente en Instagram y tener varias citas oficializaron la relación. Al pasar tres meses de noviazgo la pareja confirmó que se habían comprometido y finalmente se casaron en septiembre de 2019 con un acto el Palacio San Souci.
En 2020 fue tendencia debido a las noticias nacionales donde anunciaban el contagio de su tío con el titular: El tío del marido de Pampita con coronavirus.
El 22 de julio de 2021 nació su hija, Ana García Moritán Ardohain, producto de su matrimonio con Pampita.
El 26 de septiembre de 2024, se confirmó en los hechos su separación de Pampita al ser visto abandonando la casa en la que vivía con ella. Los noteros de farándula y reporteros gráficos lo captaron en el momento exacto en que sus empleados estaban sacando toda la ropa de García Moritán en bolsas negras y valijas hacia un camión de fletes desde la casa familiar en Barrio Parque, Ciudad de Buenos Aires.

### Inicios en política
Con la reaparición de Ricardo López Murphy en el espectro político junto a su nuevo partido, Republicanos Unidos, comenzó a dar sus primeros pasos en política. Ricardo encabezó la lista de diputados nacionales de CABA por la lista 501B "Republicanos" y Roberto encabezó la lista de legisladores dentro del frente Juntos por el Cambio. Luego de las PASO las listas se unificaron en base a los resultados y Roberto pasó a ser el quinto candidato a legislador de CABA en la lista encabezada por Emmanuel Ferrario.
El 14 de noviembre de 2021 fue elegido como legislador de la ciudad tras obtener la lista de Juntos por el Cambio un total de 891.983 votos que representaron el 46,83 % de los votos y un total de 15 bancas.
Juró como legislador el 10 de diciembre de 2021. En enero de 2022, tuvo su primera polémica al referirse a su par, Ofelia Fernández, asegurando que nadie la contrataría en el sector privado y que había encontrado un "negocio" con la política. Fernández, por su parte, le contestó diciendo que a ella por lo menos la conocían por su nombre y apellido.
En agosto de 2022 presentó un proyecto de ley para la demolición del Edificio MOP (ex Ministerio de Obras Públicas) de Buenos Aires a fin de «mejorar la circulación» de la Avenida 9 de Julio. El 14 de diciembre, García Moritán anunció que estaba analizando lanzarse como candidato presidencial si López Murphy decidía ir por la Jefatura Porteña.
En mayo de 2023 se postulo a jefe de gobierno porteño, sin embargo, el 28 de julio de 2023 renunció a su candidatura Posteriormente fue elegido por el nuevo jefe de gobierno, Jorge Macri, para desempeñarse como Ministro de Desarrollo Económico de la Ciudad de Buenos Aires. Para ejercer tal función renunció a la banca de legislador el 30 de noviembre de 2023 y fue reemplazado por Yamil Santoro. Juró como ministro el 7 de diciembre de 2023, ejerciendo el cargo hasta su renuncia, el 4 de octubre de 2024, por “motivos personales”.